# 水野直
水野 直（みずの なおし、1879年（明治12年）1月5日 - 1929年（昭和4年）4月30日）は、日本の華族（子爵）・政治家。貴族院の院内会派・研究会の幹部で、加藤高明内閣の陸軍政務次官。水野宗家第18代当主。旧紀伊新宮藩主・水野忠幹の五男。養父は旧結城藩当主家の水野忠愛。妻は旧菊間藩主・水野忠敬の三女・貞子。教育調査会会員、臨時教育会議委員、学習院御用掛、鉄道会議臨時議員などを歴任した。

## 生涯
1879年（明治12年）1月5日、旧紀伊新宮藩藩主・水野忠幹の五男として東京府で生まれる。1884年（明治17年）10月に水野宗家第17代当主・水野忠愛の養嗣子となって同年12月に家督を相続する。1903年（明治36年）、東京帝国大学法科大学卒業。
1904年（明治37年）7月10日の第3回伯子男爵議員選挙で初当選を果たし、貴族院議員に就任して研究会に所属する。大正期に入ると、青木信光とともに研究会の指導的な立場に立ち、従来の研究会の基本方針であった超然主義を否定して立憲政友会の原内閣に接近。1920年（大正9年）6月5日に貴族院議員を辞職するが、1922年（大正11年）10月21日の補欠選挙で再選した。翌1923年（大正12年）4月に研究会を離脱して親和会に参加し、機能停止に陥っていた親和会内部をまとめて同年7月には研究会に合流させた。
第2次山本内閣総辞職後は清浦奎吾の首相擁立工作に加担して清浦内閣成立の功労者となり、組閣参謀として活躍した。第2次護憲運動で清浦内閣と研究会が批判の矢面に立たされると、清浦を見限って護憲三派に接近して貴族院、特に研究会に反対派の多い普通選挙法を成立させる代わりに研究会へのポスト提供を要求した。新首相の加藤高明はこれに応じ、水野は自ら陸軍政務次官となった。
貴族院と政府・政党のパイプ役を務めて「貴族院の策士」と目されたが、1929年（昭和4年）4月30日に50歳で急死した。同日付で勲一等瑞宝章を受章。家督は長男の勝邦が継いだ。

## 評伝研究
- 『水野直子を語る 水野直追憶座談会録』尚友倶楽部調査室編（芙蓉書房出版「尚友ブックレット」、2006年）
- 『貴族院研究会の領袖 水野直日記』尚友倶楽部調査室・西尾林太郎・松田好文編（芙蓉書房出版「尚友ブックレット」、2017年）
- 西尾林太郎『貴族院議員 水野直とその時代』芙蓉書房出版、2021年